# 963
Раннє Середньовіччя •  Епоха вікінгів •  Золота доба ісламу •  Реконкіста

## Геополітична ситуація
Василевсом Візантії став Никифор II Фока. Оттон I Великий був імператором Священної Римської імперії, що об'єднала Східне Франкське королівство та Італійське королівство.
Західним Франкським королівством правив, принаймні формально, Лотар.
Апеннінський півострів розділений між численними державами: північ належить Священній Римській імперії, середню частину займає Папська область, на південь від Римської області лежать невеликі незалежні герцогства, деякі області на півночі та на півдні належать Візантії, інші окупували сарацини. Південь Піренейського півострова займає Кордовський халіфат, у якому править Аль-Хакам II. Північну частину півострова займають королівство Астурія і королівство Галісія та королівство Леон, де править Санчо I.
Королівство Англія очолює Едгар Мирний.
У Київській Русі править княгиня Ольга. У Польщі — Мешко I, Перше Болгарське царство очолює цар Петро I, Богемія, Моравія, у Хорватії король Михайло Крешимир II. Великим князем мадярів був Такшонь.
Аббасидський халіфат очолює аль-Муті, в Іфрикії владу утримують Фатіміди, в Середній Азії — Саманіди. У Китаї розпочалося правління династії Сун. Значними державами Індії є Пала, держава Раштракутів, Пратіхара, Чола. В Японії триває період Хей'ан. На північ від Каспійського та Азовського морів існує Хозарський каганат.

## Події
- Розпочався понтифікат Лева VIII. Його обрав синод, засудивши водночас під натиском імператора Оттона I попереднього папу Івана XII. Вважається, що на цьому період порнократії завершився. Однак після від'їзду Оттона, якому ще треба було завойовувати Польщу, Іван XII повернувся, а Леву VIII довелося втікати з Рима. Боротьба між папами продовжувалася до смерті Івана XII 964 року.

- Пертурбації у Константинополі:

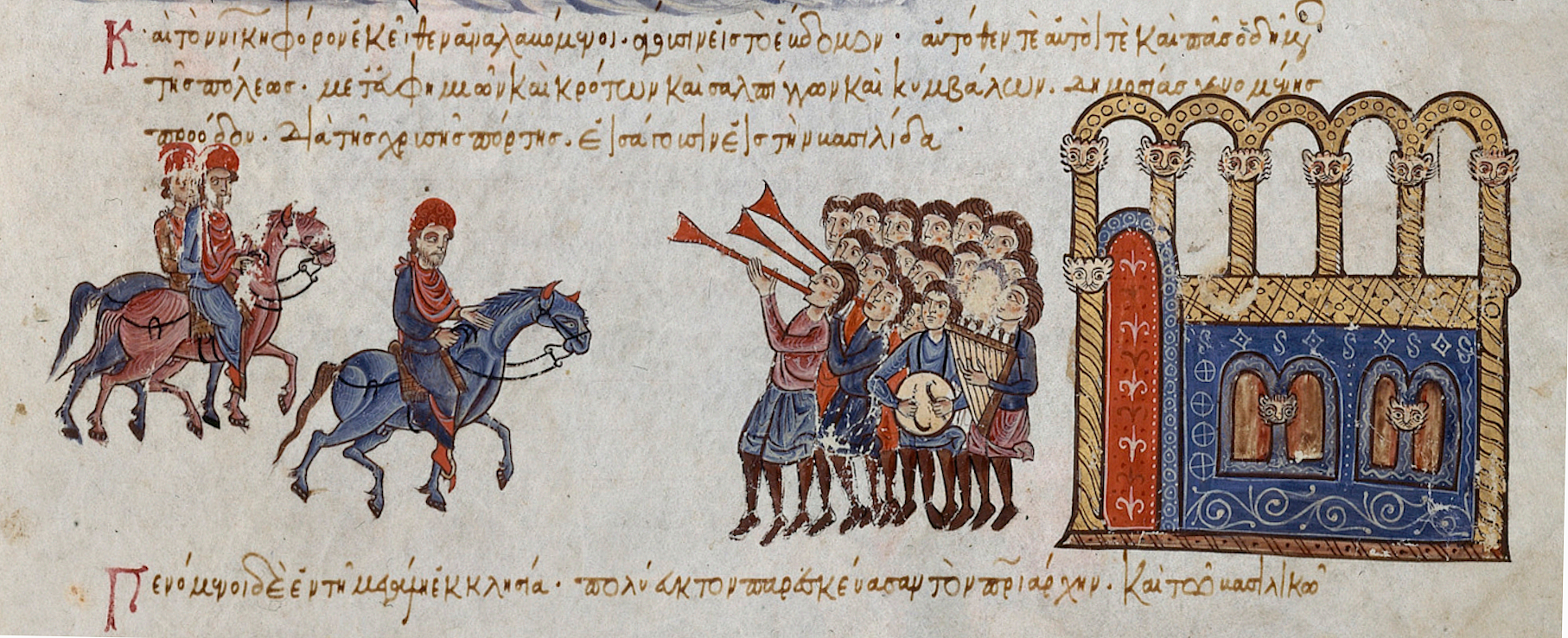
В'їзд Никифора Фоки в Константинополь

  - 15 березня помер василевс Роман II. Владу взяла в свої руки імператриця Феофано як регент над своїми малолітніми синами Василем та Костянтином.
  - У квітні Феофано викликала в Константинополь Никифора Фоку.
  - 3 липня стався військовий переворот, внаслідок якого війська проголосили Никифора Фоку імператором.
  - 16 серпня Никифор Фока увійшов у Константинополь і захопив трон.
  - 20 вересня Никифор Фока та Феофано одружилися.
- Німецькі війська завоювали Лужицю. Польський князь Мешко I змушений визнати сюзеренітет Оттона I Великого.
- Візантійський полководець Іоанн Цимісхій завдав поразки сарацинам у Сілікії.
- Данський король Гаральд Синьозубий прийняв християнство.
- Засновано монастир Велика Лавра на горі Афон.
- Династія Сун почала оволодівати Китаєм. Першою її війська підкорили державу Наньпін. Зникло царство Цзінань.